# ロナルド・バス
ロナルド・バス（Ronald Bass, 1942年3月26日 - ）はアメリカ合衆国カリフォルニア州ロサンゼルス出身の脚本家・映画プロデューサー。ロン・バス（Ron Bass）とクレジットされることもある。

## 来歴
スタンフォード大学、イェール大学、ハーヴァート・ロー・スクールで法律を学び、弁護士として17年働いた後に脚本家となった。
1998年の『レインマン』でアカデミー脚本賞を受賞している。

## 主な作品
- 友よ、風に抱かれて Gardens of Stone (1987)
- ブラック・ウィドー Black Widow (1987)
- レインマン Rain Man (1988)
- 愛がこわれるとき Sleeping with the Enemy (1990)
- ジョイ・ラック・クラブ The Joy Luck Club (1993) プロデュースも
- 男が女を愛する時 When a Man Loves a Woman (1994) プロデュースも
- デンジャラス・マインド/卒業の日まで Dangerous Minds (1995)
- ため息つかせて Waiting to Exhale (1995) プロデュースも
- ベスト・フレンズ・ウェディング My Best Friend's Wedding (1997) プロデュースも
- 奇蹟の輝き What Dreams May Come (1998)
- エントラップメント Entrapment (1999)
- ヒマラヤ杉に降る雪 Snow Falling on Cedars (1999) プロデュースも
- モーツァルトとクジラ Mozart and the Whale (2004) プロデュースも
- 説得 Persuasion (2022)